# СРК Базени Смедерево
44° 39′ 35.36″ N 20° 55′ 48.77″ E / 44.6598222° С; 20.9302139° И
Спортско-рекреативни комплекс Базени Смедерево (СРК Базени Смедерево, или само Базени Смедерево) је базенски комплекс у Смедереву, Србија. Комплекс се налази у склопу спортског центра Смедерево.
Састоји се од олимпијског базена чије су димензије 22x50 m, и два мања базена за децу и непливаче. Олимпијски базен испуњава све ФИНА стандарде, а опремљен је техником која задовољава строге захтеве међунадродних пливачких догађаја. Капацитет базенског комплекса је 7.000 места.

## Утакмице репрезентације
Ватерполо репрезентација Србије је на овом базену одиграла једну утакмицу.
| #              | Датум         | Такмичење   | Противник | Резултат | Гледалаца |
| -------------- | ------------- | ----------- | --------- | -------- | --------- |
| Србија (2006–) |               |             |           |          |           |
| 1.             | 16. јун 2015. | Пријатељска | Русија    | 12:5     | 5.000     |